# North Yarmouth
North Yarmouth è un centro abitato (town) degli Stati Uniti d'America, situato nella Contea di Cumberland nello Stato del Maine. Nel censimento del 2010 la popolazione era di 3.565 abitanti.

## Geografia fisica
Secondo i rilevamenti dell'United States Census Bureau, la località di North Yarmouth si estende su una superficie di 55,45 km².